# Katarzyna Kita
Katarzyna Kita (ur. 4 lipca 1984 w Tarnobrzegu) – polska lekkoatletka specjalizująca się w rzucie młotem.

## Kariera
W 2003 roku zdobyła złoty medal mistrzostw Europy juniorów. Dwa lata później nie udało jej się awansować do finału młodzieżowego czempionatu Starego Kontynentu. Reprezentowała Polskę na mistrzostwach Europy w Göteborgu (2006) jednak swój udział w imprezie zakończyła na eliminacjach. Uplasowała się na jedenastym miejscu uniwersjady w 2007 roku. Uczestniczka zimowego pucharu Europy w rzutach lekkoatletycznych oraz reprezentantka kraju w meczach międzypaństwowych.
Medalistka mistrzostw Polski seniorów ma w dorobku cztery srebrne (Biała Podlaska 2005, Poznań 2007, Bydgoszcz 2009 oraz Bielsko-Biała 2010) oraz trzy brązowe medale (Bielsko-Biała 2003, Szczecin 2008 i Bydgoszcz 2011). Stawała na podium mistrzostw Polski juniorów oraz młodzieżowców.
Rekord życiowy: 69,27 (1 lipca 2007, Poznań). 

## Osiągnięcia
| Rok  | Impreza                        | Miejsce  | Pozycja           | Wynik |
| ---- | ------------------------------ | -------- | ----------------- | ----- |
| 2003 | Mistrzostwa Europy juniorów    | Tampere  | 1. miejsce        | 66,08 |
| 2005 | Młodzieżowe mistrzostwa Europy | Erfurt   | el. – 19. miejsce | 57,10 |
| 2006 | Mistrzostwa Europy             | Göteborg | el. – 18. miejsce | 64,77 |
| 2007 | Zimowy puchar Europy w rzutach | Jałta    | 22. miejsce       | 59,50 |
| 2007 | Uniwersjada                    | Bangkok  | 11. miejsce       | 60,43 |